# ديفيد فلويد ديفيس
ديفيد فلويد ديفيس (بالإنجليزية: David Floyd Davis)‏ هو سياسي أمريكي، ولد في 10 يوليو 1867، وتوفي في 7 نوفمبر 1951. حزبياً، نشط في الحزب الجمهوري. وقد انتخب عضو جمعية ولاية نيويورك وانتخب عضو مجلس ولاية نيويورك.